# Anne Lebinsky
Anne Lebinsky (* 1970 in Greifswald) ist eine deutsche Schauspielerin in Film, Fernsehen, Hörfunk und Theater.

## Werdegang
Anne Lebinsky absolvierte ihr Schauspielstudium in Berlin und war
zunächst Ensemblemitglied an der Neuen Bühne Senftenberg sowie am Maxim Gorki Theater Berlin.
Anschließend war sie zehn Jahre am Mecklenburgischen Staatstheater Schwerin und am Hans Otto Theater Potsdam engagiert. In Schwerin spielte sie u. a. Margaret in Die Katze auf dem heißen Blechdach, in Potsdam u. a. Maria Stuart im gleichnamigen Stück, Frau Elvsted in Hedda Gabler
und die titelgebende Rolle in der Uraufführung Julia Timoschenko.
Anne Lebinsky wirkte an verschiedenen Filmproduktionen mit, u. a. war sie in Das Sichtbare und das Unsichtbare (Regie: Rudolf Thome) an der Seite von Hannelore Elsner zu sehen.
Bekannt wurde sie durch ihre Rollen in der Fernsehserie Dark als Jana Nielsen aus dem Jahre 1986 und Tatort – Avatar (2024) und dem Tatort – Erbarmen zu spät (2023).

## Filmografie (Auswahl)
- 2007: Das Sichtbare und das Unsichtbare (Fernsehfilm)
- 2017: Der Schweinehirt (Fernsehfilm)
- 2018: Wo kein Schatten fällt (Fernsehfilm)
- 2017–2020: Dark (Fernsehserie, 4 Folgen)
- 2022: Die Heiland: Wir sind Anwalt (Fernsehserie, 1 Folge)
- 2023: Tatort – Erbarmen zu spät
- 2024: Tatort – Avatar
- 2025: SOKO Leipzig (Fernsehserie, 1 Folge)

## Hörspiele (Auswahl)
- 2016: Christian Hussel: Horn durch Brust (Anita Brauer) – Regie: Wolfgang Rindfleisch (Original-Hörspiel, Kriminalhörspiel – Deutschlandradio)[4]

Quelle: ARD-Hörspieldatenbank